# Ходорковцы
Ходорковцы (укр. Ходорківці) — село в Бобрской городской общине Львовского района Львовской области Украины.
Население по переписи 2001 года составляло 223 человека. Занимает площадь 0,96 км². Почтовый индекс — 81713. Телефонный код — 3239.